# Satyrus watsoni
Satyrus watsoni är en fjärilsart som beskrevs av Clench och Shoumatoff 1956. Satyrus watsoni ingår i släktet Satyrus och familjen praktfjärilar. Inga underarter finns listade.